# Grenada
Grenada, officieel Staat Grenada (Engels: State of Grenada) is het op tien na kleinste land ter wereld. De eilandengroep ligt in het Caraïbisch gebied ten noorden van Trinidad en Tobago en ten zuiden van de Grenadines. Grenada maakt deel uit van de Bovenwindse Eilanden van de Kleine Antillen.

## Geschiedenis
De geschiedschrijving van Grenada begint 1498, toen Christoffel Columbus het eiland aandeed tijdens een van zijn tochten naar de Nieuwe Wereld. Hij noemde het eiland Grenada. De Spanjaarden stichtten geen permanente nederzetting op het eiland.
Later poogden de Engelsen Grenada te bezitten, maar zij faalden jammerlijk, omdat de bevolking van Grenada, de Cariben dit verhinderden. De Fransen bevochten de Cariben en vestigden in 1630 een kolonie op Grenada. Bijna geen enkele oorspronkelijke bewoner van Grenada overleefde de invasie van de Fransen.
In 1763, bij het Verdrag van Parijs, kreeg het Koninkrijk Groot-Brittannië Grenada in handen. Dit zou duren tot aan de onafhankelijkheid in 1974. Het eiland maakte van 1886 tot 1960 deel uit van de Britse Bovenwindse Eilanden, daarna werd het tot 1974 een afzonderlijke Britse kolonie. Van 1974 tot 1979 werd Grenada geregeerd door een dictatoriale regering onder leiding van Sir Eric Gairy. In 1979 pleegde Maurice Bishop, leider van het linkse New Jewel Movement (NJM), een staatsgreep. Dat Bishop er niet in slaagde verkiezingen te organiseren, marxistisch-leninistische denkbeelden had, en bovendien sympathiseerde met het communistische Cuba, maakte Grenada niet populair bij zijn buurlanden.
In 1983 werd een tweede staatsgreep gepleegd, ditmaal door generaal Huson Austin, en voor de Verenigde Staten was het duidelijk dat Cuba erachter zat. Een interne strijd binnen de NJM leidde tot de moord op Bishop en enkele medestanders door een extreemlinkse vleugel van de partij (19 oktober 1983). Met steun van Dominica en enkele andere Caraïbische landen, volgde hierop onmiddellijk een militaire interventie door 1900 Amerikaanse en 300 OECS-militairen. Na een interregnum onder de Amerikaanse supervisie werden in december 1984 verkiezingen gehouden, die de NNP van Herbert Blaize won. Na de dood van Blaize (december 1989) werd Nicholas Brathwaite van het NDC premier (maart 1990). De regering poogde de enorme buitenlandse schuld (in 1992 51% van het bnp) terug te dringen door bezuinigingen op o.a. het ambtenarenapparaat. Na de militaire interventie gaven de Verenigde Staten miljoenen dollars aan economische steun.
In 2004 werd Grenada getroffen door orkaan Ivan. Negentig procent van de bebouwing op het eiland raakte beschadigd of werd verwoest.

## Bestuurlijke indeling

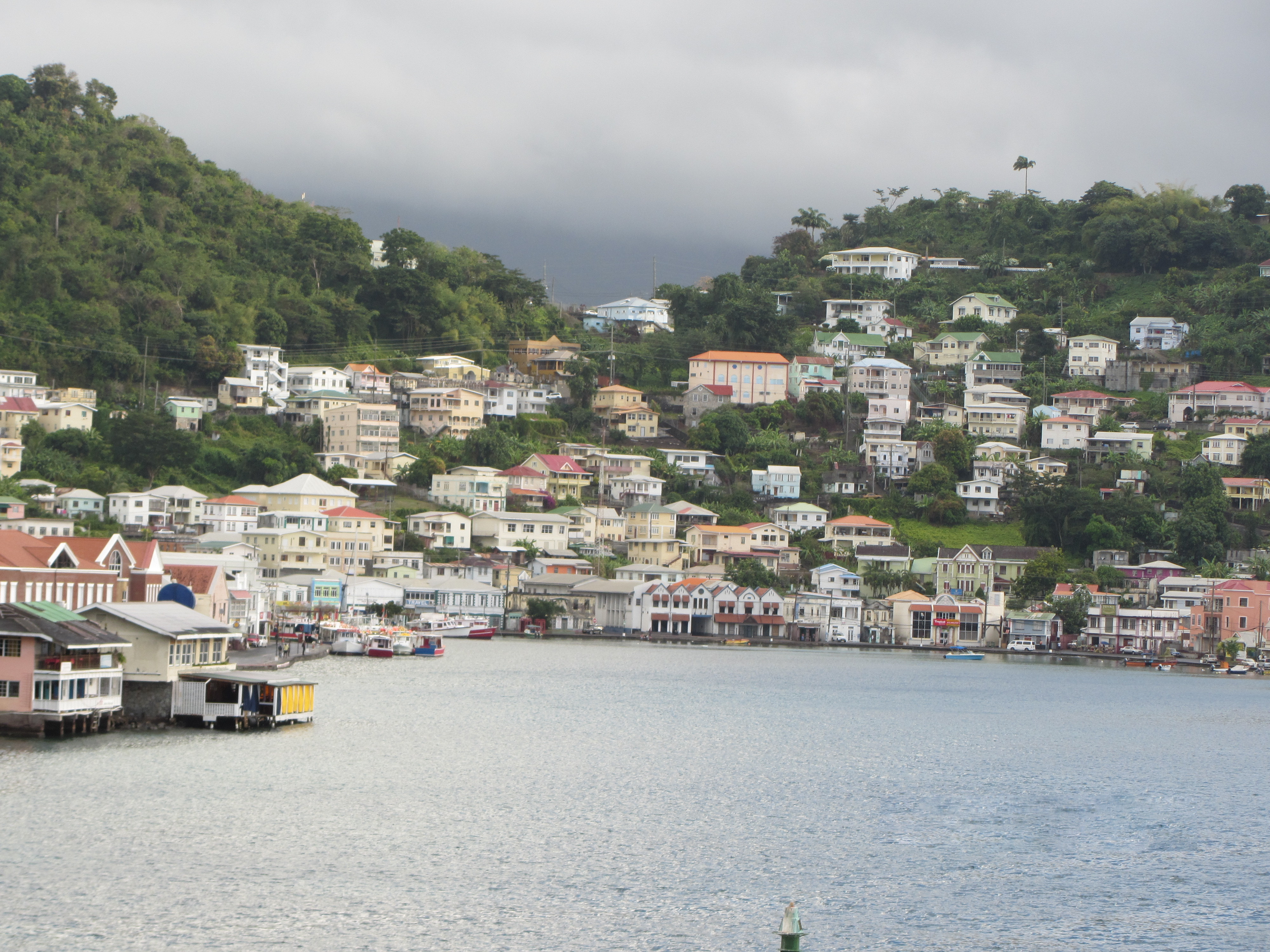
St. George's

Grenada is onderverdeeld in zes parishes en één dependency (afhankelijk gebied):
- Saint Andrew
- Saint David
- Saint George
- Saint John
- Saint Mark
- Saint Patrick
- Carriacou en Petite Martinique (dependency bevat twee bewoonde en drie onbewoonde eilanden)

## Politiek
Omdat Grenada een Commonwealth realm is, is de Britse koning het staatshoofd als de Koning van Grenada. Hij wordt vertegenwoordigd door een gouverneur-generaal. Sinds 2013 is dit Dame Dr. Cecile La Grenade. De dagelijkse, uitvoerende macht ligt in handen van de regeringsleider, Dickon Mitchell (2022-), die doorgaans de leider is van de partij met de meeste zetels in het parlement.
Het parlement bestaat uit de Senaat (dertien zetels) en The House of Representatives (vijftien zetels).

## Demografie
De bevolking van Grenada stamt grotendeels af van Afrikaanse slaven. De oorspronkelijke bevolking werd volledig uitgeroeid door de Franse invasie.
Grenada heeft, net als veel Caraïbische eilanden, te maken met emigratie naar andere landen. Jongeren emigreren vaak naar Westerse of andere delen van het Caraïbisch gebied. Dit heeft tot gevolg dat twee derde van de bevolking van Grenada buiten Grenada leeft.

## Geografie
Het hoofdeiland Grenada is het grootste eiland van het land. Andere eilanden van de eilandengroep zijn: Carriacou, Petit Martinique, Rhonde-eiland, Caille-eiland, Diamond eiland, Large Island, Saline-eiland en Frigate-eiland. Het landschap is heuvelachtig. Het hoogste punt is de oude vulkaan Mount Saint Catherine (840 m).

## Economie
De economie is voornamelijk gebaseerd op het verbouwen van landbouwproducten en op toerisme. De weinige industrie richt zich op de verwerking van landbouwproducten. Het werkloosheidscijfer bedraagt officieel ruim 15 %, maar is eigenlijk hoger. In 2020 waren de belangrijkste exportartikelen nootmuskaat, vis, cacao, bananen en foelie. De belangrijkste handelspartners zijn de Verenigde Staten, Trinidad en Tobago en Saint Vincent en de Grenadines. De handelsbalans vertoont een chronisch tekort. Er zijn vijf handelsbanken. Het voor autoverkeer geschikte wegennet bedraagt 1127 km. De belangrijkste havens zijn Saint George's en Grenville (beide op Grenada). De belangrijkste (internationale) luchthaven is Maurice Bishop International Airport.

## Sport
Grenada heeft op de Olympische Zomerspelen 2012 in Londen een keer goud gewonnen. Deze gouden medaille werd behaald door Kirani James op de 400 meter hardlopen voor mannen, onderdeel van het atletiektoernooi. Verder is cricket een populaire sport, Grenada speelt internationaal mee als deel van het West-Indisch cricketelftal. 

## Galerij

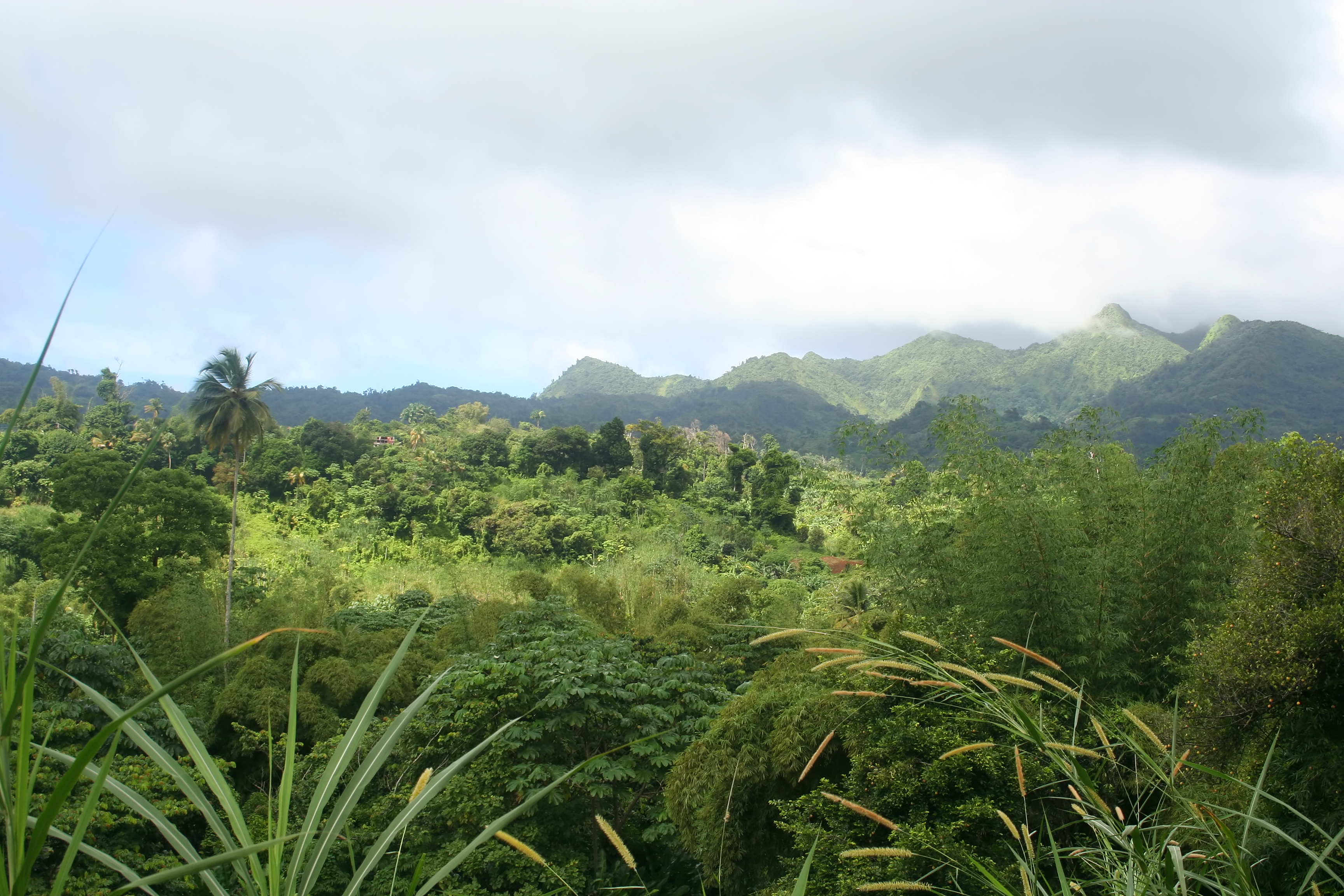
Natuur in het midden van het eiland
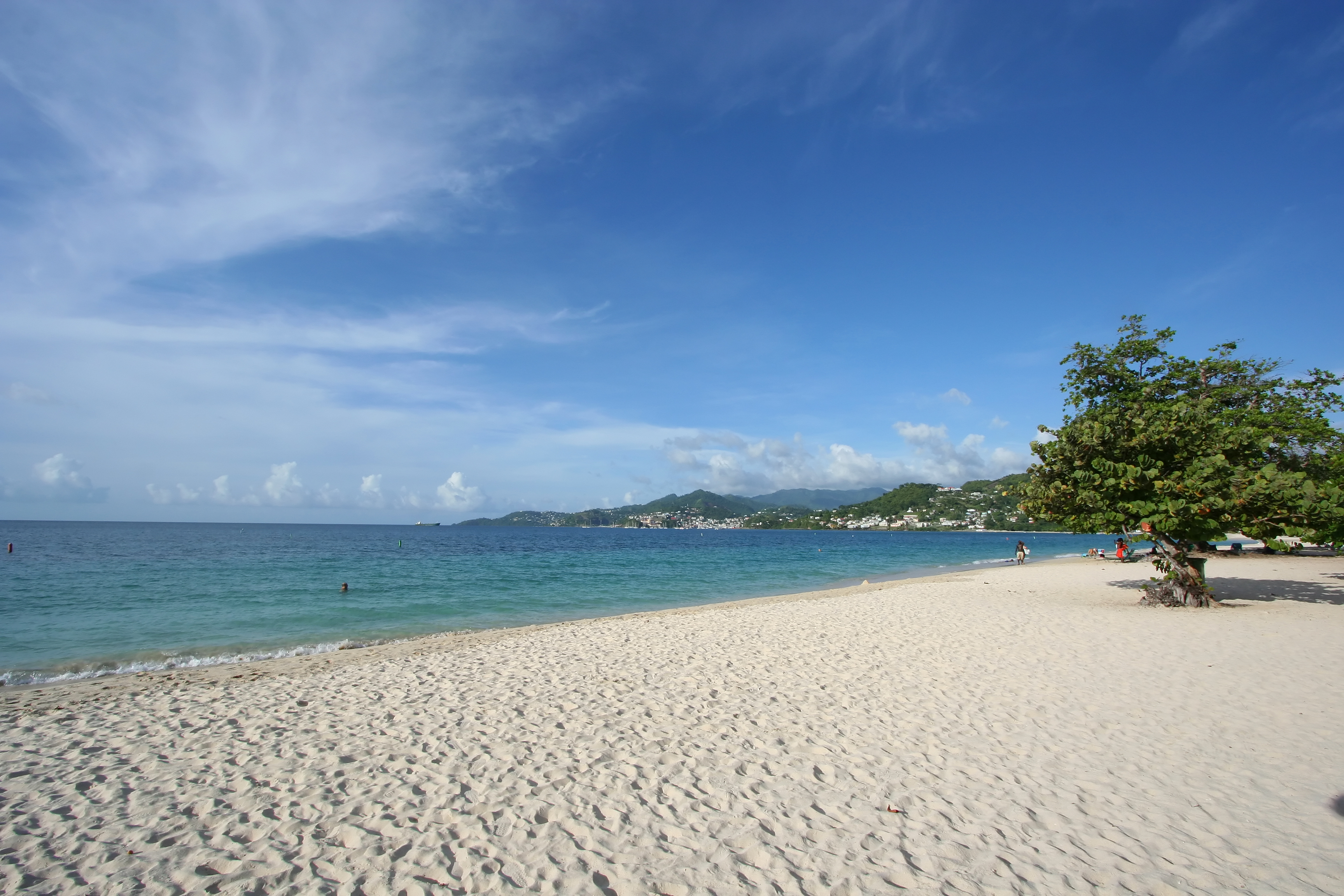
Grand Anse-strand
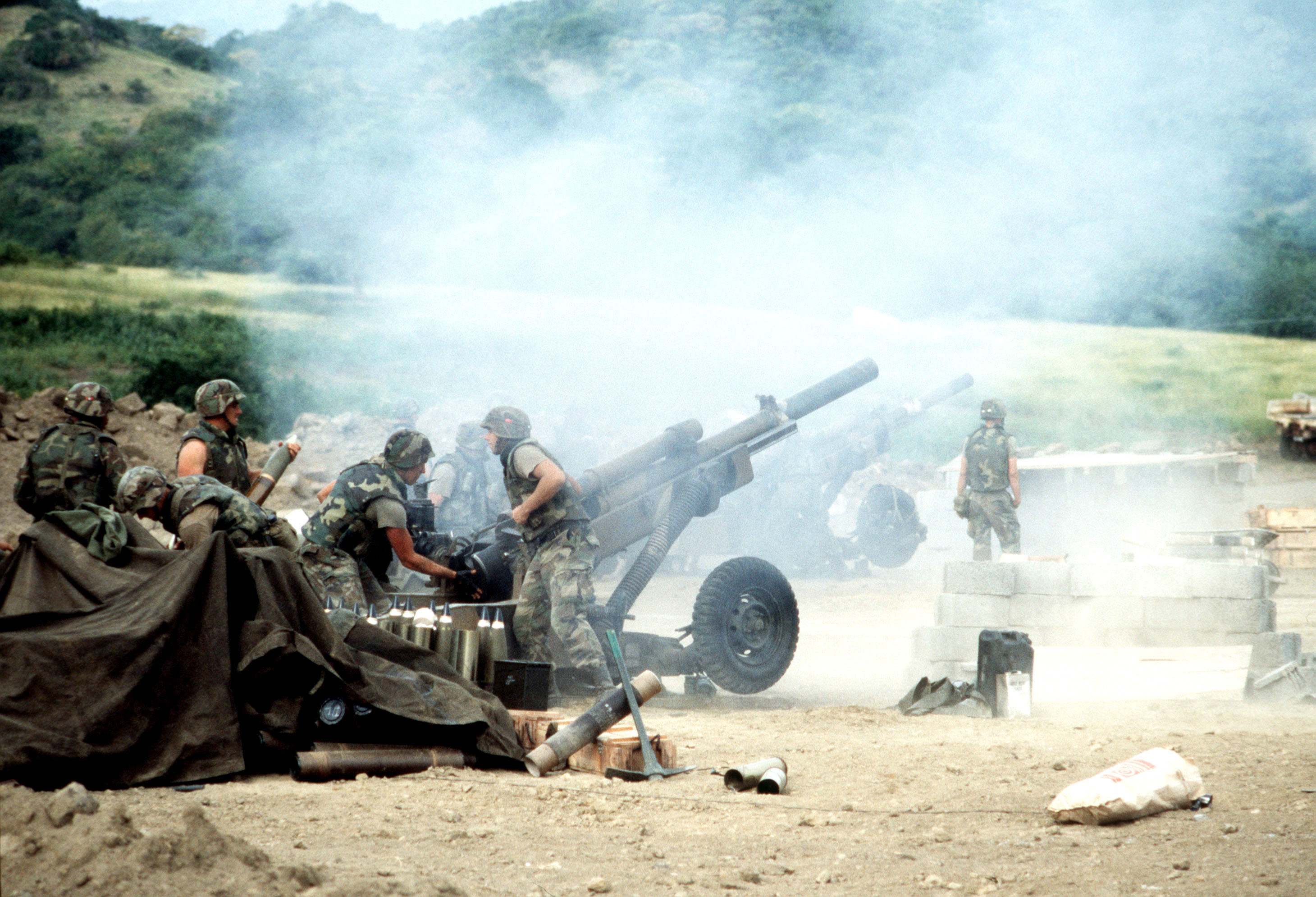
Invasie van Grenada
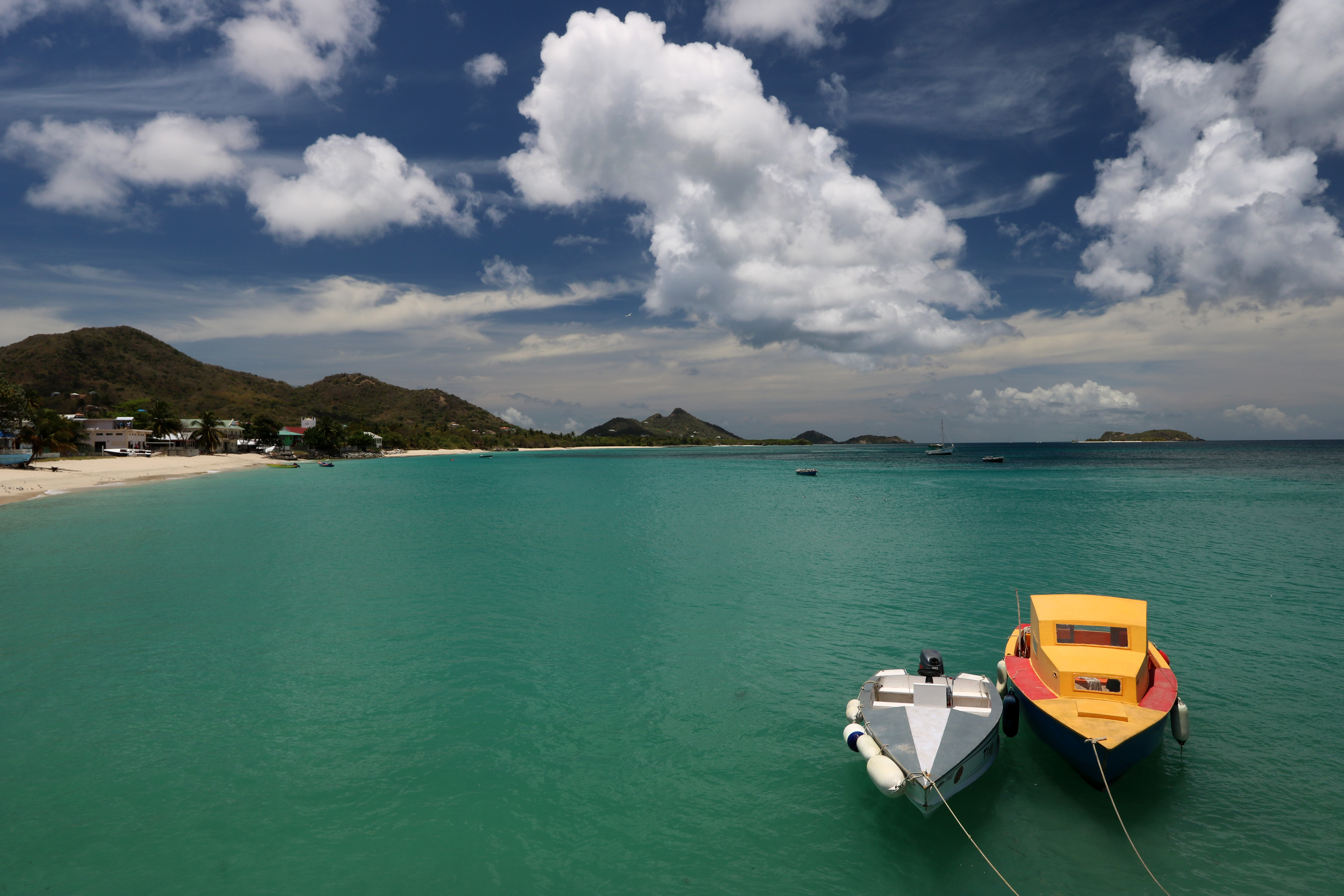
Hillsborough op Carriacou
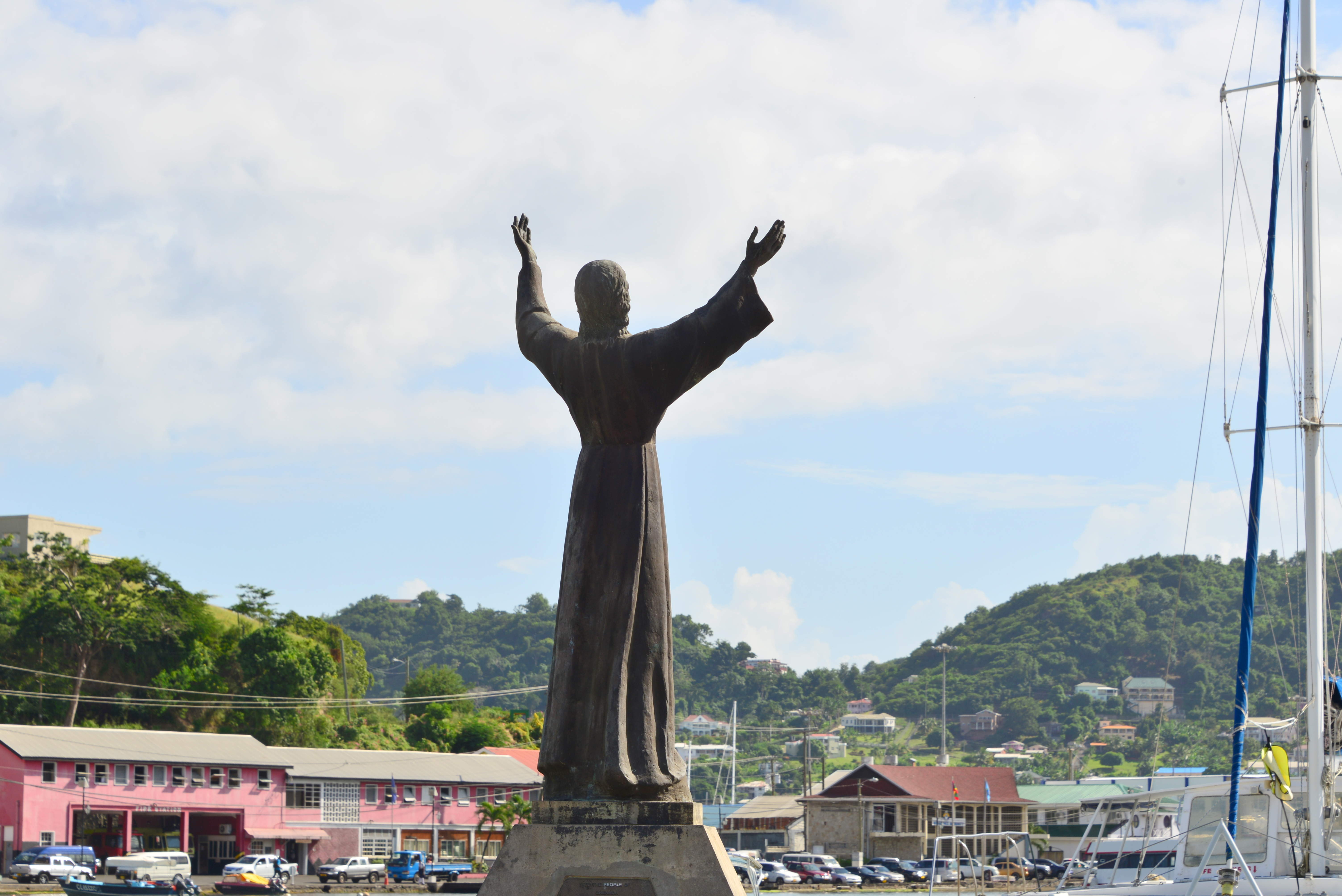
Monument aan het gezonken schip Bianca C
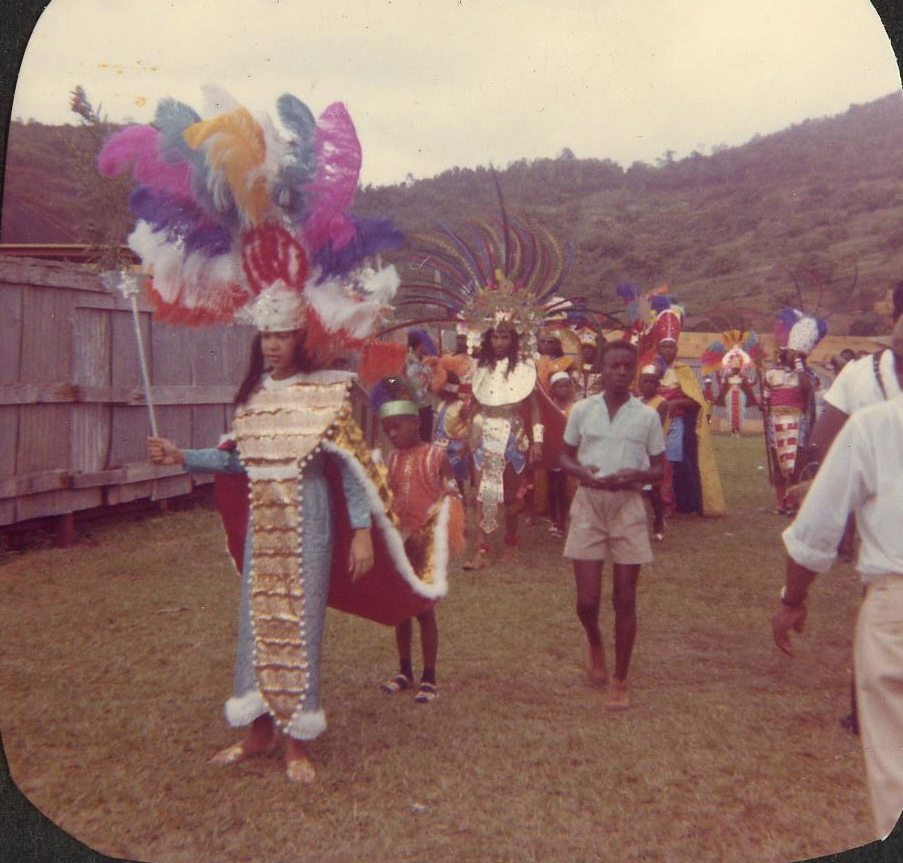
Carnaval (1965)

## Trivia
De vader van 7-voudig Formule 1 kampioen Lewis Hamilton is geboren in Grenada.
Antigua en Barbuda · Bahama's · Barbados · Belize · Canada · Costa Rica · Cuba · Dominica · Dominicaanse Republiek · El Salvador · Grenada · Guatemala · Haïti · Honduras · Jamaica · Mexico · Nicaragua · Panama · Saint Kitts en Nevis · Saint Lucia · Saint Vincent en de Grenadines · Trinidad en Tobago · Verenigde Staten

Land van het Koninkrijk der Nederlanden: Aruba · Curaçao · Sint Maarten

Nederlands openbaar lichaam: Bonaire · Sint Eustatius · Saba

Frans overzees departement: Guadeloupe · Martinique

Overzees gebied van het Verenigd Koninkrijk: Anguilla · Bermuda · Britse Maagdeneilanden · Kaaimaneilanden · Montserrat · Turks- en Caicoseilanden

Overige gebieden: Amerikaanse Maagdeneilanden · Clipperton · Groenland · Puerto Rico · Saint-Barthélemy · Saint-Martin · Saint-Pierre en Miquelon
Antigua en Barbuda ·
Australië ·
Bahama's ·
Bangladesh ·
Barbados ·
Belize ·
Botswana ·
Brunei ·
Canada ·
Cyprus · 
Dominica ·
Fiji ·
Ghana ·
Grenada ·
Guyana ·
India ·
Jamaica ·
Kameroen ·
Kenia ·
Kiribati ·
Lesotho ·
Malawi ·
Maleisië ·
Malta ·
Mauritius ·
Mozambique ·
Namibië ·
Nauru ·
Nieuw-Zeeland ·
Nigeria ·
Oeganda ·
Pakistan ·
Papoea-Nieuw-Guinea ·
Rwanda ·
Saint Kitts en Nevis ·
Saint Lucia ·
Saint Vincent en de Grenadines ·
Salomonseilanden ·
Samoa ·
Seychellen ·
Sierra Leone ·
Singapore ·
Sri Lanka ·
Swaziland ·
Tanzania ·
Tonga ·
Trinidad en Tobago ·
Tuvalu ·
Vanuatu ·
Verenigd Koninkrijk ·
Zambia ·
Zuid-Afrika
 Antigua en Barbuda ·  Bahama's ·  Barbados ·  Belize ·  Dominica ·  Grenada ·  Guyana ·  Haïti ·  Jamaica ·  Montserrat ·  Saint Kitts en Nevis ·  Saint Lucia ·  Saint Vincent en de Grenadines ·  Suriname ·  Trinidad en Tobago